# Charles Schneider (maître verrier)
Pour les articles homonymes, voir Charles Schneider et Schneider.
Charles Schneider, né le 23 février 1881 à Château-Thierry et mort le 7 janvier 1953 à Épinay-sur-Seine (Seine), est un maître-verrier français de l'Art déco,  et créateur de la griffe de verrerie d'art Le Verre français, avec son frère Ernest Schneider (1877-1937).

## Biographie
Ernest et Charles Schneider grandissent à Nancy. En 1903, Ernest Schneider (1877-1937) est engagé par la direction commerciale de la manufacture Daum frères et obtient que son jeune frère Charles, formé à la sculpture à l'école des Beaux-Arts de Nancy, puis à  l'école des Beaux-Arts de Paris, propose des projets de vases et de pâtes de verre. Cette collaboration se poursuit jusqu'en 1911.
Ils fondent leur propre entreprise, les Verreries Schneider, à Épinay-sur-Seine en 1913. Le succès de l'entreprise se confirme après la fin des hostilités en 1918. Elle compte jusqu'à cinq cents employés en 1925 et vend ses créations partout dans le monde. 
Après 1918, les premières pièces à décor émaillé de fleurs et de paysages reprennent les études dessinées avant-guerre ainsi que celles de son ami Gaston Hoffmann. Toutefois Charles Schneider devient vite l’unique créateur des pièces. S’éloignant progressivement de l’Art nouveau, il développe un genre très personnel, caractérisé par des couleurs vives, puissantes, contrastées et des motifs naturalistes et stylisés, symbolisant parfaitement le style Art déco de l’entre-deux-guerres. 
L'entreprise produit sous deux marques, Le Verre français et la ligne Schneider. Le premier se veut plus accessible avec 17 variations de teintes contre 32 à Schneider. Elle fait sensation avec son décor « papillons » créé vers 1925 représentant des insectes de couleurs rouge et bleu sur un fond nuageux azur. Elle utilise des techniques complexes comme le verre bullé. Certaines productions sont signées « Charder », abréviation de Charles Schneider.
Le marché du verre est cependant sérieusement affecté par la Grande Dépression de 1929 et conduira l'entreprise des frères Schneider à la faillite en 1938.
Après la Seconde Guerre mondiale, Charles Schneider et ses deux enfants relancent l’aventure dans la propriété familiale d’Épinay-sur-Seine. Après le décès du père en 1953, un incendie ravage les lieux en 1957. Les enfants continueront cependant la production à Lorris (Loiret) jusqu’en 1983, année durant laquelle les verreries Schneider ferment définitivement. Le cristal remplace alors le verre et l’absence de couleur succède aux contrastes chatoyants de l’époque précédente. Robert-Henri Schneider est actif jusqu'en 1977.
La marque de fabrication Charder : Le Verre français était la plus grande verrerie d'art en Europe dans les années 1920-1930. Une grande majorité de ses créations, très marquées par l'école de Nancy, sont dues à Charles Schneider.
L'association particulière et judicieuse des formes, de couleurs nouvelles et diversifiées (jaune, mauve, orange tango) et des décors font des créations de cet artiste des pièces d'exception, aujourd'hui très prisées. Les coupes à bijoux et les coupes à pied noir, font la renommée de la marque. Les poudres de verre coloré fondues entre deux ou plusieurs couches de verre transparent permettaient d'obtenir une variété infinie de motifs colorés.
Le Verre français entreprit de 1926 à 1932 des poursuites judiciaires pour plagiat envers la société Verrerie d'art Degué à Paris, propriété du célèbre artiste verrier et industriel David Guéron. Ce dernier finit par perdre le procès qui faillit coûter leur existence aux deux compagnies rivales. 
Passées de mode, les appellations de verreries Art nouveau ou Art déco suscitent un regain d'intérêt dans les années 60 d'abord pour Daum, Lalique et Émile Gallé, plus dans les années 80 avec Schneider.